# Buccén (trombó)
El buccén és un trombó visualment diferent popularitzat en les bandes militars a França entre 1810-1845, que posteriorment va caure en l'oblit. No s'ha de confondre amb un altre instrument del mateix nom, que va reviure a França el 1791 i el model de l'antiga buccina romana que podria realitzar només tres notes diferents. No tothom està d'acord sobre la forma de pronunciar el nom de l'instrument.
El Grove Dictionary of Music and Musicians dedica dues frases al buccén: "una forma de trombó amb una terminació a la campana on sobresurt un cap de drac serp estilitzada, sovint amb una llengüeta metàl·lica batent". Hector Berlioz va escriure per a buccén al Kyrie i Resurrexit del seva Missa Solemnis de 1824". Tanmateix, al mateix Grove també podem trobar-hi referències a través de les biografies dels principals constructors, com ara Jean August Guichard.
La data exacta de la invenció de la buccén no s'ha documentat i, a banda de la Missa de Berlioz, hi ha poca informació de la supervivència de música escrita per a ell. No obstant això, sí que sabem que el buccén es va popularitzar en les bandes militars a França entre 1810-1845. Les desfilades, festivals a l'aire lliure i les celebracions cíviques eren una part important de la vida cultural francesa a partir de l'època de la Revolució Francesa (1789), que va continuar la major part del segle xix. L'atractiu visual de membres de la banda uniformats, tocant instruments amb caps zoomorfes, era indiscutible i els fabricants es van afanyar a subministrar més i més exòtics dissenys. La campana del buccén estava sovint atrevidament pintada de vermell, verd i or, i la llengua de metall que sobresurt inclosa per molts fabricants podia batre mentre es marxava i tocava l'instrument.
El so del buccén s'assembla a una mescla entre un trombó i una trompa. En volums suaus té un so molt càlid i delicat perquè la campana està feta d'estany o llautó molt prim. Però també és capaç d'interpretrar d'un fortíssim extrem.
Quan la International Trombone Association fou fundada el 1972, es va escollir el buccén pel seu logo, a partir d'un instrument propietat del New England Conservatory of Music a Boston. Lió (França) sembla haver estat un centre de fabricació de buccens, actualment en exhibició a París (Dubois i Couturier) i Boston (Tabard). La fotografia de sota mostra un buccén fet per un constructor català, que es conserva al Museu de la Música de Barcelona. Altres buccéns fets per Guichard (París) s'exhibeixen a Edimburg i Brussel·les i el Museu Metropolità d'Art de Nova York compta amb una extensa col·lecció de buccens fets a França, Itàlia i Bèlgica. John Webb, un fabricant anglès, ha reproduït modernament buccens, un dels quals pot ésser escoltat en la interpretació de Ben Peck de Berlioz Historical Brass al "Les Mots de Berlioz" de Clifford Bevan del CD El Món du Serpent. Stephen Wick va tocar el buccén en el primer enregistrament de la Messe de Berlioz dirigida per John Eliot Gardiner.